# Sint-Bavokerk (Gontrode)

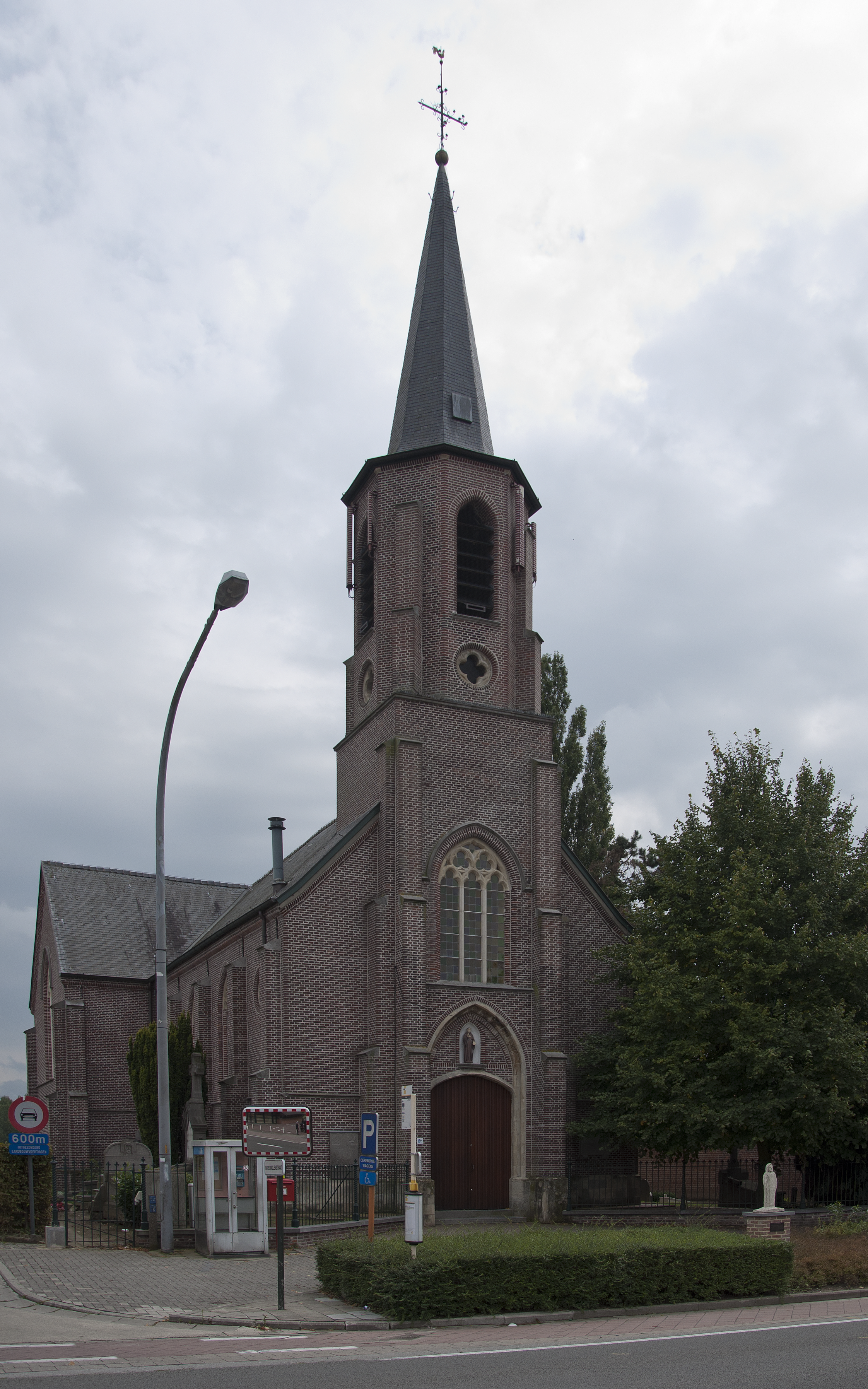
De Sint-Bavokerk

De Sint-Bavokerk is een kerkgebouw in Gontrode, een deelgemeente van de Belgische gemeente Merelbeke-Melle. De kerk is toegewijd aan Bavo van Gent, parochieheilige vanaf de 10e eeuw.

## Architectuur
Het is een neogotische kerk, gebouwd in 1854-1855 op een heuvel, na de afbraak in 1854 van de oude Sint-Bavokerk die achter de huidige kerk lag. Deze eenbeukige kruiskerk is naar het oosten gericht, naar ontwerp van priester-architect Jan August Clarysse. Eerst werd de nieuwe kerk toegewijd aan Onze-Lieve-Vrouw Onbevlekt Ontvangen, later opnieuw aan de oorspronkelijke patroonheilige van de parochie.

## Herbestemming
De kerk werd, samen met de pastorie, opgenomen in de werking van de vzw Welkomshuis het Anker waarvoor ze is februari 2017 werd opengesteld.